# Sepp Mayrhuber
Sepp Mayrhuber (* 16. Mai 1904 in Obeltsham, Gaspoltshofen; † 20. November 1989 in Laakirchen) war ein österreichischer Maler.

## Leben
Mayrhuber studierte an der Graphischen Lehr- und Versuchsanstalt und von 1923 bis 1930 bei Ferdinand Andri an der Akademie der bildenden Künste Wien. 1933 und 1936 bis 1938 war Mayrhuber Assistent von Andri an der Freskoschule der Akademie.

## Auszeichnungen
- 1931 Rompreis der Akademie der bildenden Künste Wien[1]

## Werke

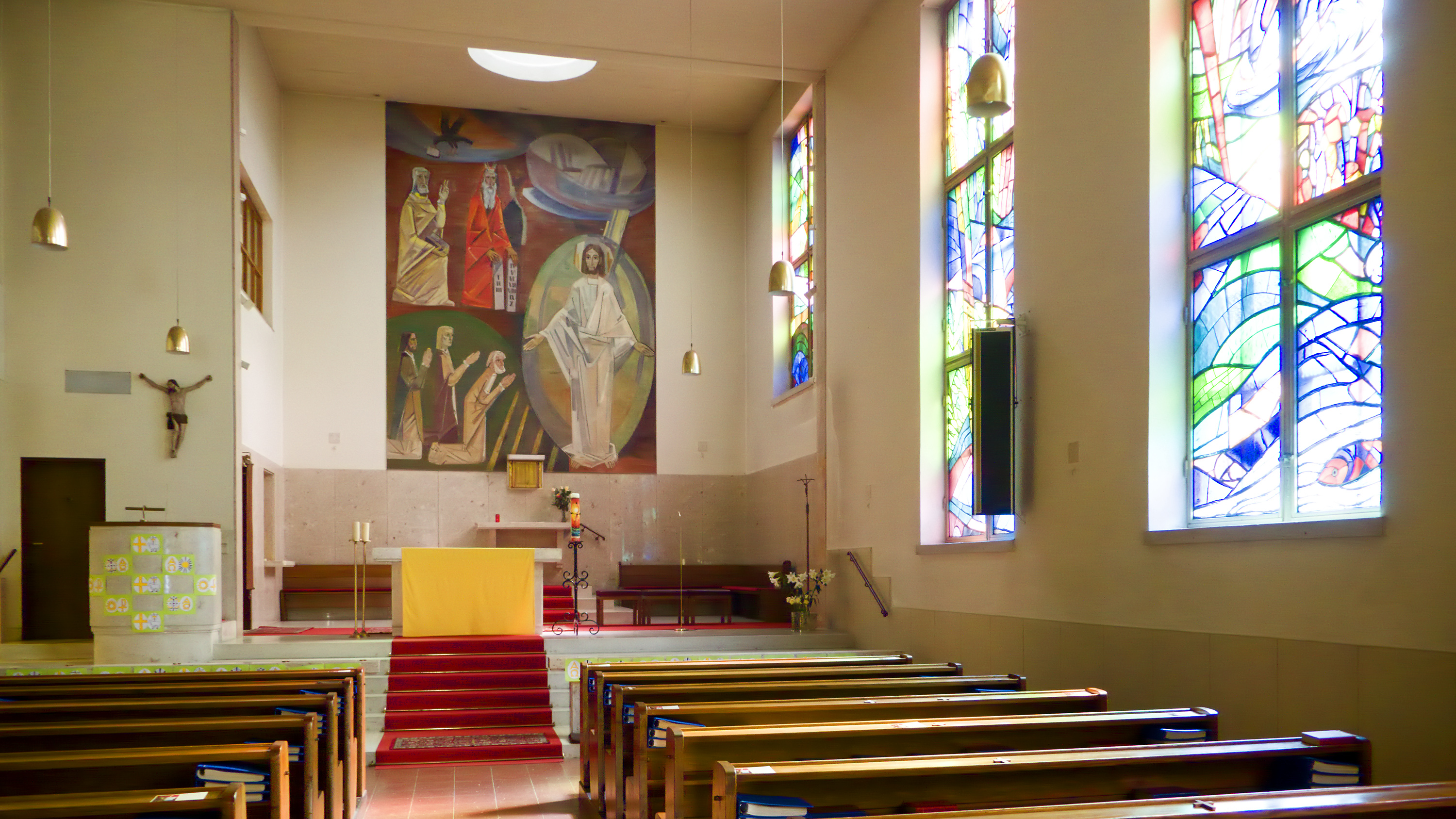
Verklärung Christi, Unter St. Veiter Pfarrkirche

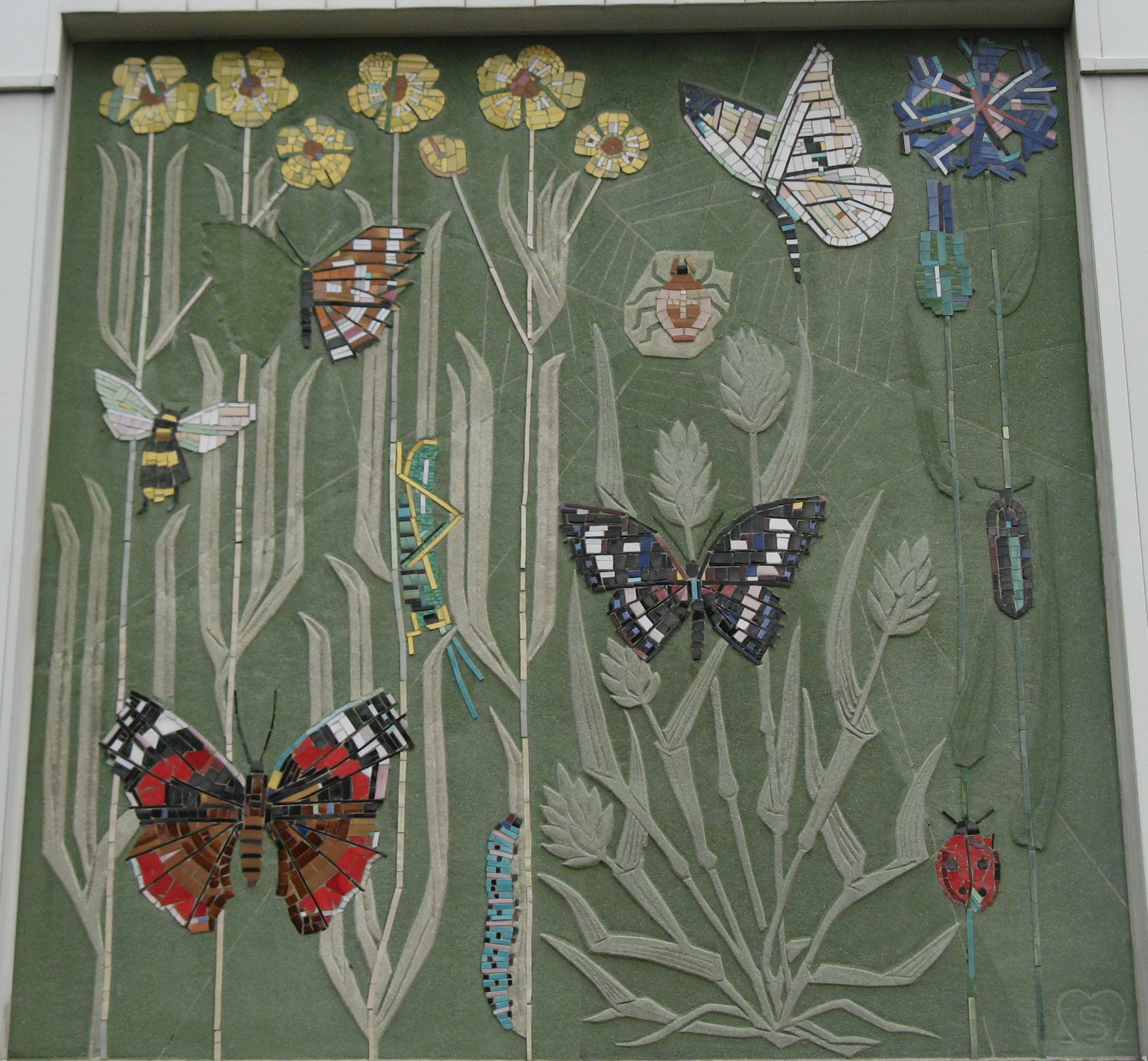
Blumen- und Schmetterlingsmosaik, Troststraße, Wien

- In Golling an der Erlauf befindet sich im Obergeschoß von Rathausplatz Nr. 2 seit 1989 ein Dokumentationszentrum zu Sepp Mayrhuber.[2]
- Altarfresko mit Vorsehung Gottes, die Geburt, die sieben Engel in der Filialkirche Innerschwand am Mondsee
- Fresko Pfingstwunder in der Pfarrkirche Hochneukirchen
- Monumentale Fassadenbild Christophorus an der Pfarrkirche Erlauf (1953)
- Sgraffito mit Blumen- und Schmetterlingsmosaiken Kunst am Bau an einer Städtischen Wohnhausanlage in der Troststraße in Wien (1955)
- Kreuzwegstationen im Bischöflichen Seminar Melk (1959)
- Altarbild auf Stuccolustro in der Klosterkirche St. Josef in der Quellenstraße in Wien
- Monumentales Altarwandfresko Verklärung Christi in der Unter St. Veiter Pfarrkirche
- Mosaiken und Stuccolustro ab 1971 an und in der Pfarrkirche Golling an der Erlauf

## Ausstellungen
- Kollektionen: Engel, Mayrhuber, Pevetz, Reitterer, Riedel. Ausstellung 24. März bis 18. April 1960, Katalog, Künstlerhaus Wien, Wien 1960.
- Ferdinand Andri und sein Kreis. Ferdinand Andri, Sepp Mayrhuber, Rudolf Pleban, Leopold Schmid, Wolfgang Schönthal. Ausstellung 23. Juni 1967 – 22. Juli 1967, Künstlerhaus Wien.[3]
- Sepp Mayrhuber. Kollektivausstellung. 30. Oktober 1970 bis 17. Jänner 1971 im Linzer Schloss. Stuccolustro, Ölgemälde, Aquarell, Graphik, Oberösterreichische Landesmuseen, Linz 1970.
- 2014 In Memoriam Prof. Sepp Mayrhuber. Schloss Zell an der Pram[4]